# Chevrolet Express
Chevrolet Express – samochód osobowo-dostawczy typu van klasy pełnowymiarowej produkowany pod amerykańską marką Chevrolet od 1995 roku.

## Historia i opis modelu

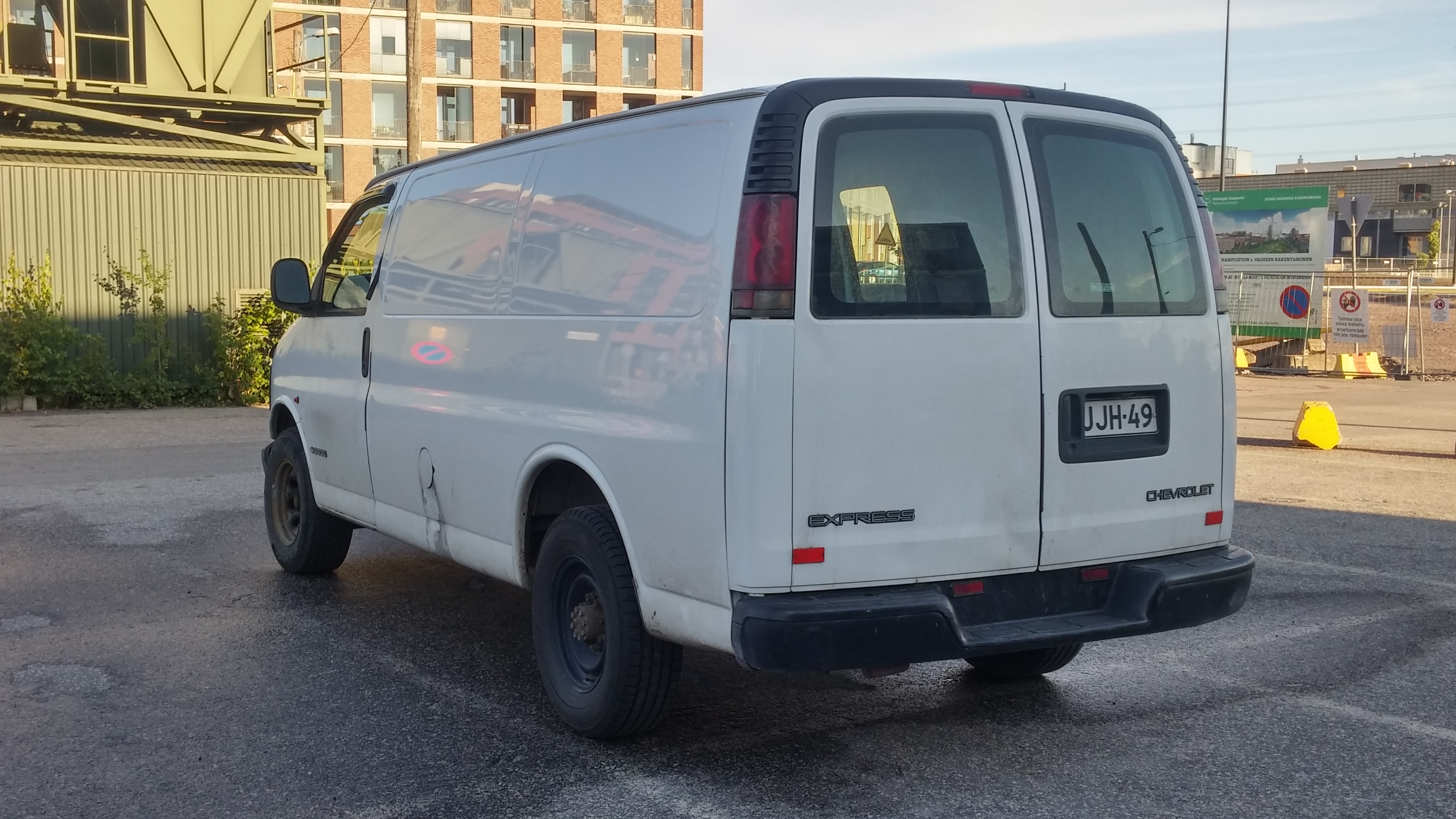
Chevrolet Express - tył

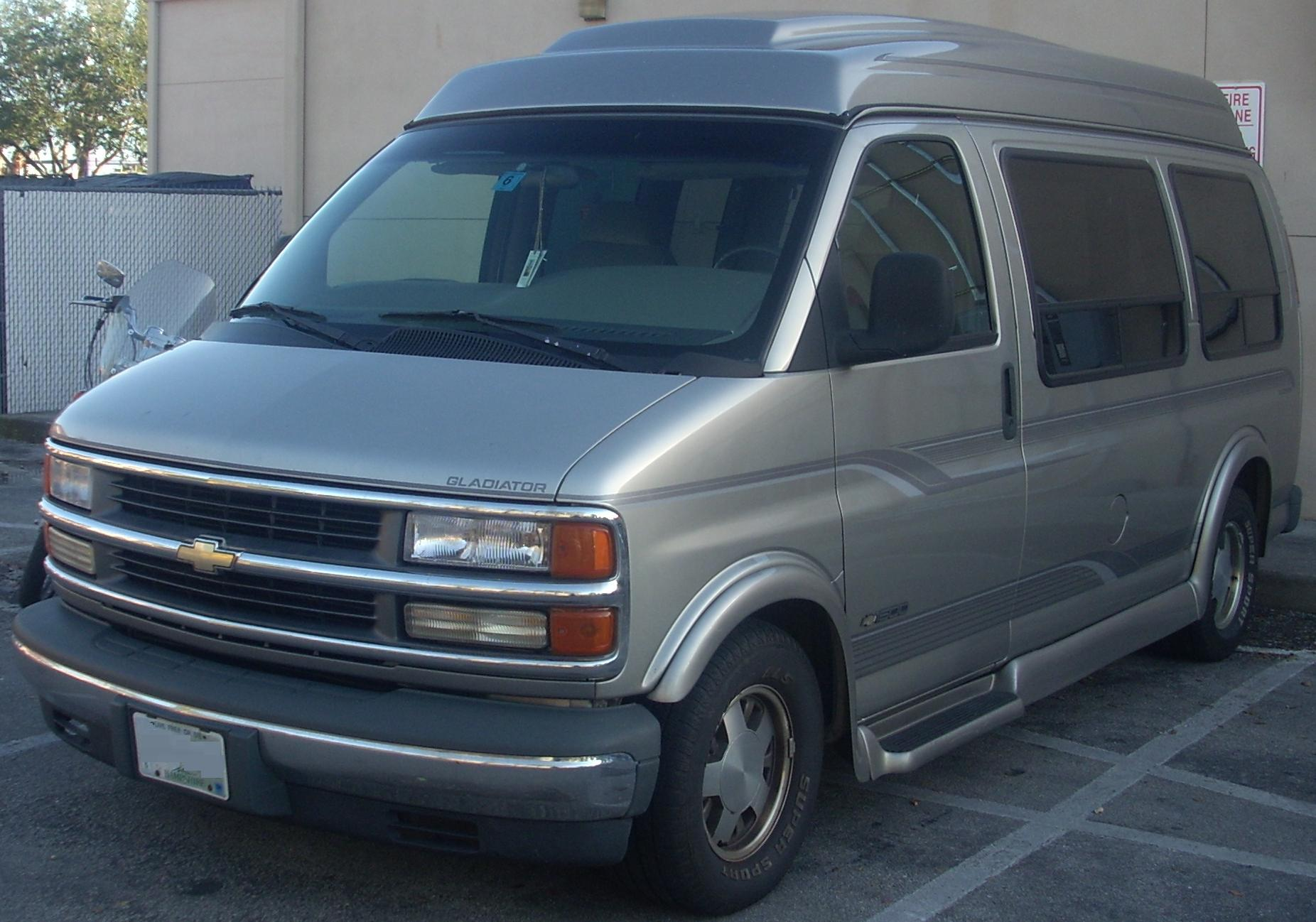
Chevrolet Express - wersja osobowa

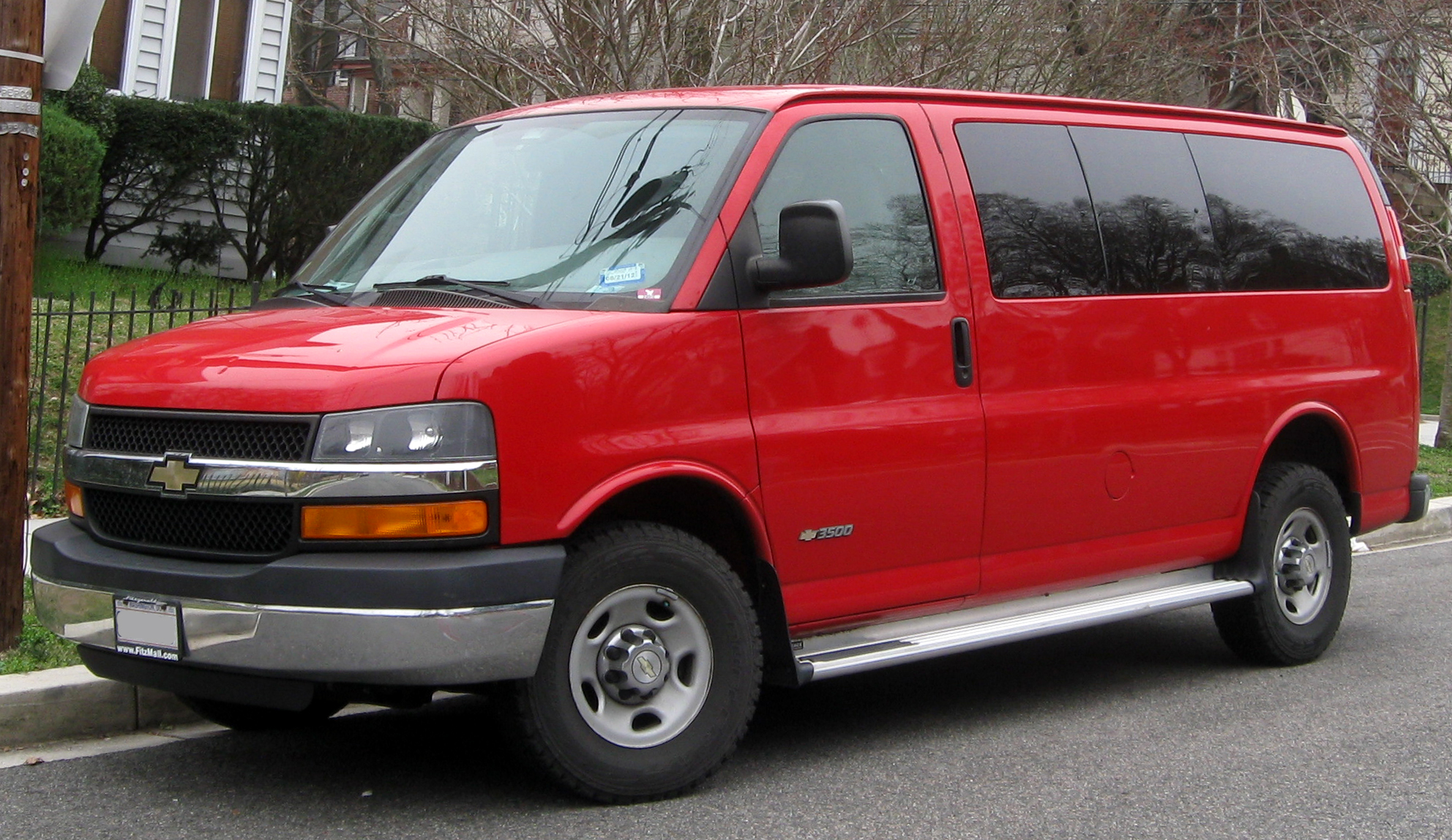
Chevrolet Express po liftingu

W połowie lat 90. XX wieku General Motors przedstawiło bliźniacze samochody osobowo-dostawcze nowej generacji. Model Chevrolet Express, opracowany we współpracy z GMC, zastąpił w dotychczasowej gamie wysłużoną linię Van i Sportvan, przechodząc ewolucyjny zakres zmian z przestronniejszą i nowocześniejszą, bardziej zaokrągloną sylwetką.
Podobnie do poprzedników, Chevrolet Express trafił do sprzedaży na rynku Ameryki Północnej zarówno w wariancie osobowym, jak i dostawczym.

### Restylizacje
Jesienią 2002 roku Chevrolet Express, razem z bliźniaczym GMC Savana, przeszedł gruntowną restylizację nadwozia. W jej samach samochód zyskał gruntownie zmodernizowany i wyżej poprowadzony pas przedni z większymi, zespolonymi reflektorami, a także duża atrapa chłodnicy przedzielona poprzeczką z logo producenta.
Po 23 latach rynkowej obecności, w 2018 roku Chevrolet ogłosił, że model Express pozostanie w produkcji co najmniej do 2023 roku w niezmodernizowanej formie. W marcu 2020 roku produent z kolei ponownie zmodernizował gamę jednostek napędowych, wprowadzając nowy 6,6-litrowy silnik V8.

### Silniki
- V6 4.3l Vortec
- V8 5.0l Vortec
- V8 5.7l Vortec
- V8 7.4l Vortec
- V8 8.1l Vortec
- V8 6.5l Diesel

### Silniki (FL)
- V8 4.3l Vortec
- V8 4.3l EcoTec
- V8 4.8l Vortec
- V8 5.3l Vortec
- V8 6.0l Vortec
- V8 6.6l Duramax Diesel
- L4 2.8l Duramax Turbo-Diesel